# خفاش بال‌خمیده الن
خفاش بال‌خمیده الن (نام علمی: Miniopterus aelleni) نام یک گونه از سرده خفاش‌های بال‌خمیده است.